# Cryptoplax mystica
Cryptoplax mystica är en blötdjursart som beskrevs av Tom Iredale och Hull 1925. Cryptoplax mystica ingår i släktet Cryptoplax och familjen Cryptoplacidae.
Artens utbredningsområde är New South Wales. Inga underarter finns listade i Catalogue of Life.